# Marmato
Marmato – miasto w Kolumbii, w departamencie Caldas.